# Chaim Kanievsky
Shmaryahu Yosef Chaim Kanievsky (in ebraico חיים קנייבסקי ‎?; Pinsk, 8 gennaio 1928 – Bnei Brak, 18 marzo 2022) è stato un rabbino, teologo e educatore israeliano, ebreo ortodosso, noto talmudista e posek, considerato una delle maggiori autorità della comunità Haredi.

## Biografia

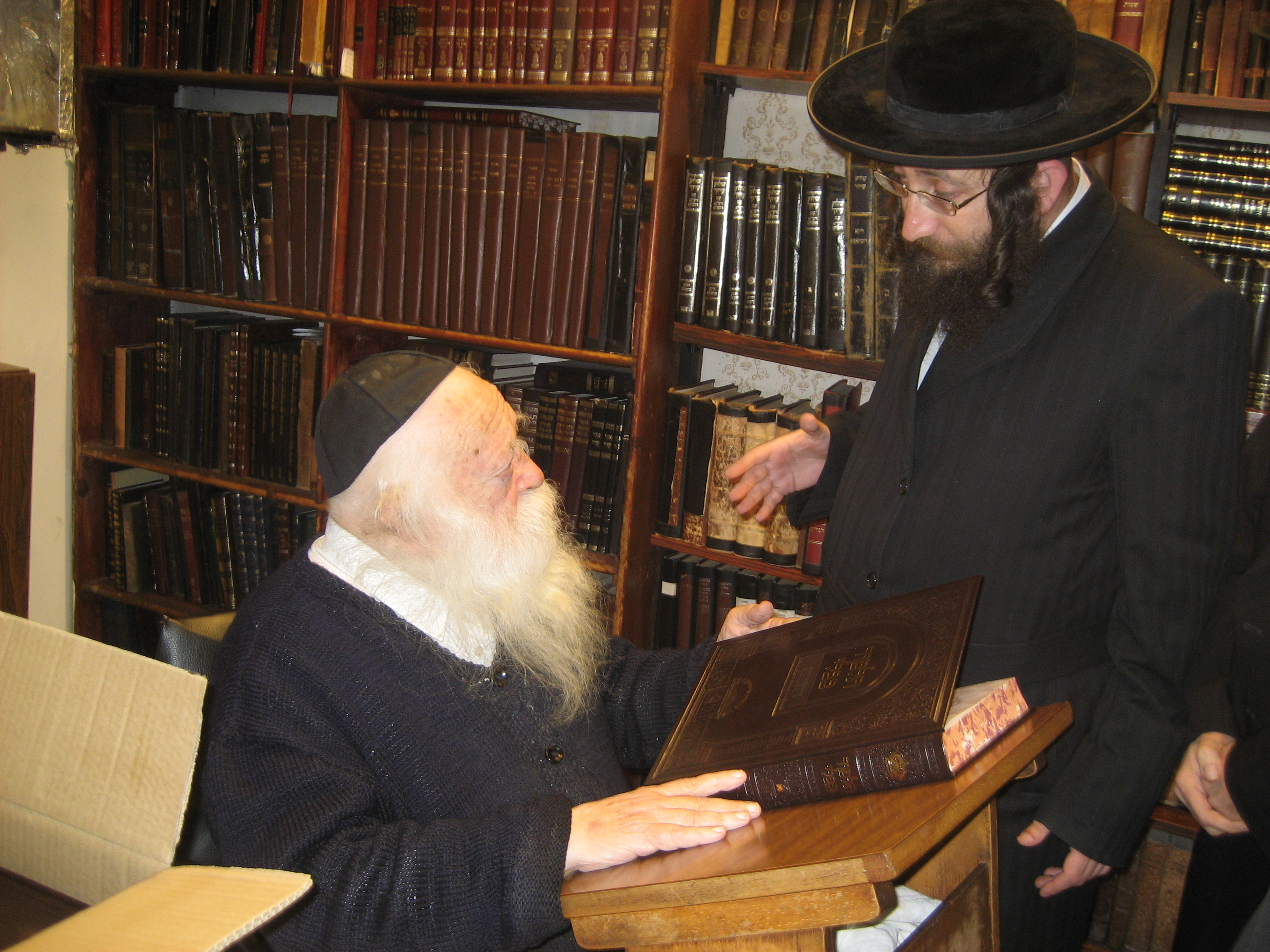
Chaim Kanievsky

Era figlio del rabbino Yaakov Yisrael Kanievsky e di Miriam Karelitz, genero di Rabbi Yosef Sholom Eliashiv e nipote di Rabbi Avraham Yeshayahu Karelitz. Sua moglie moglie Batsheva Kanievsky è deceduta nel 2011.
Rav Kanievsky ha vissuto a Bnei Brak, a est di Tel Aviv, dove riceveva annualmente migliaia di visitatori in cerca del suo consiglio e del suo parere religioso.
Rav Kanievsky fu autore di molte opere di Legge ebraica, di legge agricola, delle leggi sui rituali del Tempio di Gerusalemme e di Shoneh Halachos (una presentazione sistematica della rinomata opera Mishnah Berurah). Le sue sentenze halakhiche sulla preghiera sono registrate su Ishei Yisroel, e le sue decisioni relative a "Shiluach haken" (legge sull'avicoltura) sono pubblicate su Shaleiach T'Shalach.

## Opere
- Derech Emunoh [1]
- Derech Chochmoh
- Sha'arei Emunoh
- Shoneh Halachos
- Shekel Hakodesh
- Orchos Yosher
- Siach Hasadeh
- Nachal Eisan
- Ta'ama D'kra
- B'sha'ar Hamelech
- L'mechase Atik
- Kiryas Melech
- Yishuv Hada'as
- Commentario su Maseches Tzitzis
- Commentario su Maseches Avadim
- Commentario su Maseches Kusim
- Commentario su Maseches Geirim
- Commentario su Perek Shira
- Commentario su Braisa D'Meleches HaMishkan e Braisa D'Maseches Middos